# Веретьє (авіабаза)
Веретьє (Остров-5) — військово-повітряна база у Псковській області, в 7 кілометрах на південний схід від міста Остров, адміністративного центру Островського району Псковської області. На аеродромі базується 15-та бригада армійської авіації. На озброєнні стоять вертольоти Мі-8МТВ5, Мі-26Т, Мі-28Н, Мі-35М, Ка-52.

## Історія
Аеродром Веретьє був побудований в середині 1930-х років. Спочатку аеродром використовувався як літні табори. У 1940 році на підставі Директиви НКО СРСР No. 0/4104725 від 25.07.1940 року сформований 158-й винищувальний авіаційний полк ППО з базуванням на аеродромі Веретьє. До 22.06.41 р полк мав на озброєнні 46 літаків І-16 і 20 Як-1. У роки війни аеродром використовувався німецькою допоміжною і військово-транспортною (судячи з архівних фотографій) авіацією.
У 1953 році з аеродрому Тарту на аеродром Веретьє перебазувався 12-й ТАП ДД на літаках Ту-4. До 1954 року 12-й ТАП залишався в складі 326-ї ТБАД 74-го важкого бомбардувального авіаційного корпусу Дальньої Авіації. У цьому ж році він разом з 685-м ТАП увійшов до складу спеціально сформованої 116-й важкої авіаційної дивізії 74-го ОТБАК. Ця дивізія створювалася для освоєння нової протикорабельної ракетної системи «Комета». Управління дивізії, а також її полки (12-й ТАП й 685-й ТАП) дислокувалися на аеродромі Веретьє. Крім важких полків, в дивізію входила 61-ша окрема винищувальна авіаційна ескадрилья спеціального призначення літаків СДК-5 (МіГ-17 СДК). Дивізія і частини, що входять до неї, були віднесені до особливо режимним об'єктів.
Наприкінці 1959 року — на початку 1960 управління 116-ї ТАД і 685-го ТАП були розформовані. Згідно з директивою ЦК ВМФ №ОМУ / 13028 від 27.03.1960, 12-й важкий авіаційний полк переданий до складу ВПС БФ і перейменований на 12-й мінно-торпедний авіаційний полк дальньої дії. Командиру полку була підпорядкована і 61-га ОВАЕ СпП, що базується на аеродромі Веретьє, що також була передана до складу ВПС БФ. У липні 1960 61-ша ОВАЕ була переформована на 12-й окремий винищувальний авіаційний загін спеціального призначення, без зміни місця дислокації.
З 13.04.1961, у зв'язку з перетворенням мінно-торпедної авіації в морську ракетоносну авіацію на підставі Наказу МО СРСР № 0028 від 20.03.1961, Наказу Головкому ВМФ № 048 від 13.04.1961 р та Наказу Командувача БФ № 0036 від 27.04.1961 р, 12-й ОМТАП ДД був перейменований на 12-й окремий морський ракетоносний авіаційний полк.
В середині 1961 року 12-й ОВАЗ СП, підлеглий командиру полку, був розформований.
1 червня 1971 року, на підставі директиви ГШ ВМФ № 730 / 1/00186 від 10.02.1971 р, 9-й гв. МРАП, озброєний літаками Ту-16, був переданий до складу ВПС Балтійського флоту, з перебазуванням з аеродрому Сєвєроморськ-1 на аеродром Веретьє. 9-й гв. МТАП всю війну був у складі 5-ї МТАД Північного флоту, з дислокацією на аеродромі Ваєнга-1 (Сєвєроморськ-1). На озброєнні полку після закінчення війни були літаки Іл-4 і А-20 «Бостон», потім полк переозброїли Іл-28 і Ту-14, в 1956 р — на Ту-16. Однією з причин перебазування полку стала необхідність звільнити аеродром для знову сформованому ще в 1968 році 24-му окремому протичовновому полку ДД на Іл-38. У 1972-му році 9-й гв. авіаційний полк перелетів в Остров.
Командуванням ВМФ СРСР було прийнято рішення направити в Єгипет ескадрилью літаків (10 машин) Ту-16КСР-2-11 зі складу 9-го гв. МРАП під командуванням полковника В. І. Колчина. Літаки отримали камуфляжне забарвлення і розпізнавальні знаки Арабської Республіки Єгипет. В кінці жовтня — початку листопада 1971 року літаки Ту-16 було перебазовано в Асуан, де екіпажі приступили до вивчення району польотів в нових, незвичних умовах. Літаки переганяли парами через Угорщину й Югославію, технічний склад ескадрильї був перебазований літаками Ан-12. Формальним завданням ескадрильї було навчання єгипетських льотчиків польотам на літаках Ту-16КСР-2.
До червня 1972 року 10 єгипетських екіпажів були перевчені на цю ракетну систему, і в липні надійшов наказ про згортання діяльності радянської авіагрупи. У липні 1972 року льотчики і техніки 9-го гв. МРАП полишили Єгипет. Перед їхнім від'їздом усі 10 ракетоносців були передані єгипетській стороні. У складі ВПС Єгипту з них була сформована 36-та авіаційна ескадрилья, під командуванням підполковника Рауфа.
Однак, незважаючи на категоричність вимоги президента ОАР Анвара Садата про повне виведення радянських військових фахівців, командуванню ВПС Єгипту довелося вдатися до допомоги радянських фахівців з Ту-16. У грудні 1972 року в Єгипет прибула група так званих «інструкторів» з 9-го гв. МРАП ВПС БФ, під командуванням майора Корнєва. До складу групи входили: штурмани, техніки по всім авіаційним спеціальностями, фахівці по ракетному обладнанню і крилатим ракетам. За контрактом вони пропрацювали 6 місяців, а «ракетники» залишилися ще на 3 місяці — до кінця жовтня 1973 року.
31 грудня 1974 роки 9-й гв. МРАП був розформований. Однією з причин розформування полку, було те, що він мав на озброєнні застарілу на той час ракетну систему КС, а переозброювати його порахували недоцільним.
У 1975 році на аеродромі Веретьє сформований 846-й окремий гвардійський морський штурмовий авіаційний полк (в/ч 39064) на літаках Су-17 — перший морський штурмовий авіаполк в авіації ВМФ СРСР післявоєнного періоду. Цей полк став спадкоємцем прославленого 1-го гвардійського мінно-торпедного авіаційного полку ВПС Балтійського флоту, до якого перейшли всі регалії і почесні найменування. 20 травня 1980 року полк був передислокований на аеродром Чкаловськ.
У 1978 році на аеродромі ВПС БФ міста Бихів сформовано 342-й окремий авіаційний полк радіоелектронної боротьби на літаках Ту-16. У 1980 полк переведено на аеродром Веретьє, де і пропрацював до 1989 року, після чого 342-й ОАП РЕБ було розформовано, а його підрозділи знову повернули до складу 170-го і 240-го гв. МРАП в Бихові.
29 грудня 1989 року 12-й ОМРАП ВПС БФ було розформовано. Бойовий Прапор полку було здано в архів МО СРСР, а літаки передані у новостворену на аеродромі Веретьє авіаційну базу зберігання (5501-та база резерву літаків і вертольотів). Звідти літаки Ту-16К-26 полку передавали в ескадрильї РЕБ 170-го гв. МРАП та 240-го гв. МРАП, поступово замінюючи більш старі по роках випуску Ту-16СПС.
У 1989 році гарнізон Веретьє, після передислокації туди 392-го ОДРАП, перейшов в підпорядкування ВПС ПнФ і залишався в їх складі до 1993 року.

### Історія 444-го ЦБЗ і ПЛС ВПС ВМФ
Після розпаду СРСР в 1992 році в Україні залишилися 33-й (м. Миколаїв, Кульбакине) й 1063-й (Саки) Центри БП й ПЛС ВМФ СРСР, 859-й НЦ (Кача), доля яких була під питанням. Морська Авіація Російської Федерації залишилася без своєї власної бази підготовки і перенавчання льотного і інженерно-технічного складу. Перед командуванням ВПС ВМФ постала необхідність створення нового Навчального Центру вже на території Росії. 11.10.1993 року було прийнято постанову Колегії МО РФ з питання створення нового Центру для Морський Авіації. Слідом за цим у грудні того ж року вийшло розпорядження Головного штабу ВМФ по формуванню нового Навчального Центру Авіації ВМФ РФ. Згідно з директивою командувача ВПС ВМФ від 01.09.1994 року був сформований 444-й Центр бойового застосування і перенавчання льотного складу ВПС ВМФ. Першим командиром Центру було призначено генерал-майора А. Я. Бірюкова. У 1995 році при Центрі сформовані Центральні офіцерські курси.
У 1993-94 рр. управління 132-ї морської штурмової авіаційної дивізії і 170-й гв. морський штурмовий авіаполк були розформовані, а 240-й гв. МШАП і 392-й ОДРАП переформовані в новий 240-й гвардійський Червонопрапорний Севастопольсько-Берлінський змішаний (інструкторсько-дослідний) авіаційний полк ВПС ВМФ. Він став підкорятися начальнику знову формованого 444-го ЦБЗ і ПЛС. 444-й ЦБЗ і 240-й ІІ САП були покликані в якійсь мірі замінити залишені в незалежній Україні 33-й ЦБЗ і ПЛС ім. Преображенського, 540-й МРАП (ІІ) (Кульбакине), 555-й ПЛВП (ІІ) (Очаків), 316-ю ОПЛАЕ (Кульбакине).
На озброєнні 240-го гв. САП були всі типи авіаційної техніки, яка експлуатувалась в той час в Морський Авіації РФ (крім вертольотів): Ту-154М, Ту-142, Ту-134УБЛ, Ту-134УБК, Ту-22М3, Іл-38, Су-24М, Бе-12, Ан-26, Іл-18, а також кілька навчально-тренувальних літаків типу Л-39
1 жовтня 2001 зі складу 240-го полку виведена транспортна ескадрилья. Полк передали в новосформований 46-й окремий транспортний Червонопрапорний авіаційний полк ВМФ (центрального підпорядкування) на аеродромі Остафьево. Частина літаків полку продовжує базуватися на аеродромі Веретьє.
До початку 21-го сторіччя на аеродромі дислокувалися:
- 444-й центр БЗ і ПЛС МА РФ в/ч 62751
- 240-й гв. ІІ САП в/ч 56138
- 46-й ОТАП ЦП (частково)
- Авіаційно-технічна база в/ч 25504, сформована 01.07.1955 р
- Ремонтно-технічна база в/ч 60066, сформована 20.09.1994 р
- 38-я лабораторія вимірювальної техніки, сформована 06.04.2002 р
- 30-й авіаційний полігон, сформований 01.05.1943 р
- окремий батальйон зв'язку та РТЗ в/ч 62203
- 52-га ОТЕЧ в/ч 81310, сформована 01.10.2000 р з виділеної ТЕЧ в/ч 56138 та 5501-ї бази зберігання в/ч 81310 зі збереженням номера останньої.
- 5501-ша база резерву літаків і вертольотів (на базі ОТЕЧ), що також займалася обробленням та утилізацією авіатехніки.

1 грудня 2009 року 444-й ЦБЗ і ПЛС ВПС і ППО ВМФ був розформований. Авіаційна техніка (частково) передана у знов сформований 859-й Центр бойової підготовки і перенавчання льотного складу Морської авіації ВМФ в місто Єйськ, Краснодарського краю. 46-й ОТАП переформований на 7055-ту гв. Червонопрапорну Севастопольсько-Берлінську АвБ ВМФ центрального підпорядкування 2-го розряду з базуванням на аеродромі Остаф'єво.
У 2013 році аеродром Веретьє передано до Армійської авіації.
За даними супутникових карт Google і Яндекс, на аеродромі Веретьє також (2018 рік) на зберіганні перебуває 7 літаків Бе-12, 7 Су-24, 1 Ан-26, 2 Ту-22М3, 2 Ту-134УБЛ і 2 Ту-142М.
Житлове військове містечко авіаторів називається Остров-2.

## Дані аеродрому
- Найменування — Остров (Веретьє), eng. Ostrov (Veret'ye)
- Індекс аеродрому ЬЛОС / XLOS
- коло польотів RL
- ВПП 01/19 3480 × 75 метрів
- Курс магнітний 008 ° / 188 °
- Курс істинний 017 ° / 197 °
- Поріг 1 N57.28467 ° E028.42560 °
- Поріг 2 N57.31458 ° E028.44215 °
- покриття — залізобетон
- позивний (старт 124.0 МГц) — «ІрбІт»

Запасна ГВПС (2500x120м) не підтримується.
Нкр. = 600 метрів.
Цивільний індекс: ULOS / УЛОС

## Катастрофи та інциденти
- 29 грудня 1974 року. Літак Ту-16, командир—капітан Корепанов, 1 клас. При перельоті по маршруту Острів — Сєвєроморськ-3 літак зіткнувся з сопкою на відстані 18 км від аеродрому Сєвєроморськ-3, через невірно встановлене значення барометричного тиску на аеродромі посадки на висотомірі ВД-20. Всі 7 членів екіпажу загинули[1][2].

- 13 липня 1988 Виліт пари Ту-16 в Баренцове море вдень. Складні метеоумови: периста хмарність 5 балів, видимість 2-4 км. На висоті 9900 метрів літак ведучого вийшов з поля зору веденого, з видимим димом з правого двигуна, з лівим креном і енергійним зниженням. Літак-рятувальник на місці падіння виявив в морі дві масляних плями, плаваючі уламки, човен ЛАС-5М-3 і особисті речі членів екіпажу кормової кабіни. Справжньої причини катастрофи встановити не вдалося. 6 чоловіків екіпажу: Єфімов, Усов, Ісаєнко, Еркнапішян, Рибалтовський, Москаленко — загинули[1].

- 10 червня 1998 року сталася катастрофа літака Су-24. Виконувався перегін літака з аеродрому Черняховськ на аеродром Веретьє. Перед посадкою було виконано несанкціонований демонстраційний прохід над аеродромом на білязвуковій швидкості й надмалій висоті. Через помилку пілотування літак зіткнувся з землею. Екіпаж, у складі: командир екіпажу — заступник командира полку підполковник Толмачов і штурман — програміст майор Писарько — загинув (екіпаж з Черняховська).

- 17 липня 2001 року, на урочистостях на честь Дня АВМФ, при виконанні демонстраційного польоту на літаку Су-33, ймовірно через помилки в техніці пілотування, розбився заступник командувача, генерал-майор морської авіації, Герой РФ Тимур Автандилович Апакідзе.

- Влітку 2006 року, під час зльоту відмовив один двигун на літаку СУ-24, в результаті літак впав з висоти 5 метрів. Командир екіпажу і другий пілот катапультувалися.

- 8 лютого 2016 року, вертоліт Мі-8 здійснив вимушену посадку. О 19:21 зв'язок з екіпажем вертольота перервалася, пошуково-рятувальна група виявила в лісистій місцевості 5 км на південь від аеродрому палаючий вертоліт й тіла 4-х членів екіпажу.

- 16 червня 2016 року, під час посадки на аеродромі Остров викотився зі смуги і підломився на стійках шасі дальній бомбардувальник-ракетоносець Ту-22М3 ПКС Росії (бортовий номер «10 червоний», реєстраційний номер RF-94146, серійний номер 10905). Екіпаж не постраждав, відновлення літака визнано недоцільним. Екіпаж і літак з Шайковки.

- 30 жовтня 2022 року, пізно ввечері, на аеродромі сталися потужні вибухи, внаслідок яких, за інформацією ГУР МОУ, знищено два вертольоти Ка-52 і один Мі-8, які перебували в ремонті, ще два вертольоти – пошкоджено[3].

## У масовій культурі
На аеродромі знімалися епізоди російські пропагандистські художніх кінострічки «Особливості національного полювання» і «Випадок в квадраті 36-80»